# 1. FC Slovácko
Maillots
Actualités
Dernière mise à jour : 30 juillet 2024.
Le 1. FC Slovácko est un club tchèque de football basé à Uherské Hradiště.

## Historique
- 1927 : fondation du club sous le nom de SK Staré Město
- 1948 : le club est renommé Jiskra Staré Město
- 1968 : le club est renommé TJ Jiskra Staré Město
- 1993 : le club est renommé SFK Staré Město
- 1994 : le club est renommé FC Synot Staré Město
- 1999 : le club est renommé FC Synot
- 2000 : le club est renommé 1. FC Synot
- 2004 : le club est renommé 1. FC Slovácko

## Bilan sportif

### Palmarès
- Coupe de Tchéquie
  - Vainqueur : 2022
  - Finaliste : 2005, 2009

- Championnat de Tchéquie de deuxième division
  - Champion : 1995, 2000

### Bilan européen
Note : dans les résultats ci-dessous, le score du club est toujours donné en premier.
| Saison    | Compétition             | Tour             | Club                   | Domicile | Extérieur | Total             |
| --------- | ----------------------- | ---------------- | ---------------------- | -------- | --------- | ----------------- |
| 2002      | Coupe Intertoto         | Premier tour     | FC Tiraspol            | 4 - 0    | 0 - 0     | 4 - 0             |
| 2002      | Coupe Intertoto         | Deuxième tour    | Helsingborgs IF        | 4 - 0    | 0 - 2     | 4 - 2             |
| 2002      | Coupe Intertoto         | Troisième tour   | FC Sochaux-Montbéliard | 0 - 3    | 0 - 0     | 0 - 3             |
| 2021-2022 | Ligue Europa Conférence | Deuxième tour Q  | Lokomotiv Plovdiv      | 1 - 0 ap | 0 - 1     | 1 - 1 (2 - 3 tab) |
| 2022-2023 | Ligue Europa            | Troisième tour Q | Fenerbahçe SK          | 1 - 1    | 0 - 3     | 1 - 4             |
| 2022-2023 | Ligue Europa Conférence | Barrages Q       | AIK Solna              | 3 - 0    | 1 - 0     | 4 - 0             |
| 2022-2023 | Ligue Europa Conférence | Groupe D         | Partizan Belgrade      | 3 - 3    | 1 - 1     | Quatrième         |
| 2022-2023 | Ligue Europa Conférence | Groupe D         | FC Cologne             | 0 - 1    | 2 - 4     | Quatrième         |
| 2022-2023 | Ligue Europa Conférence | Groupe D         | OGC Nice               | 0 - 1    | 2 - 1     | Quatrième         |

Légende
- Victoire ou qualification pour le tour suivant
- Match nul
- Défaite ou élimination de la compétition